# Plons de kikker
Plons de kikker (ook wel: Plons, de gekke kikker) was een kinderprogramma op BRT dat tussen (1983 en 1991) uitgezonden werd en populair was. Er werd een groot aantal avonturen uitgebracht. Vóór Plons werden er avonturen van Musti, Poli en Pili (2 kleine muizen) en Tip & Tap (2 puppy's) uitgezonden, later maakte Musti opnieuw zijn intrede. Het programma werd een relatief korte periode uitgezonden tot einde jaren 80, waarna het van de buis verdween. Later werd er ook een boekenserie over Plons de gekke kikker uitgebracht. Er verschenen 18 kleuterboekjes in de serie. Het programma werd in de periode 1998-1999 ook uitgezonden in Nederland op de zender Kindernet, als onderdeel van Guppie.
De stemmen werden gedaan door Regine Clauwaert.

## Achtergrond
Plons is een groene kikker die op een groot rood blad in de vijver woont. Bij die vijver ligt een boerderij waar heel wat dieren wonen. Vader Kokliko, de haan, is zowat de baas van het erf. Hij heeft een vrouw, Moeder Kip, en samen hebben ze negen gele kuikentjes. Max de hond zorgt ervoor dat alle dieren veilig zijn. Dan zijn er ook nog Poes en haar drie jonge poesjes (de groene Pompidoe, de paarse Pompidee en de blauwe Pompida), Janos het konijn en de mol. In de vijver van Plons kwam er later ook nog een nieuwe buur bij, Flip de goudvis. Daarnaast zijn er de boer Wannes en zijn vrouw, boerin Sofie. Plons beleeft in iedere aflevering een gek avontuur in en rond de boerderij.
De Engelse benaming van Plons is "Splash the frog".
Ray Goossens was de tekenaar van al deze figuurtjes. Hij overleed op 10 december 1998 op 74-jarige leeftijd. Guido Staes (1932-2011) was auteur en scenarioschrijver en Al Van Dam (1929-2005) zorgde voor de muziek.

## Afleveringen
Reeks 1 (1983-1987)
1. Plons trekt er op uit
2. Plons en de ballon
3. Plons en het sneeuwklokje
4. Plons en de lentebloem
5. Plons leert schaatsen
6. Plons en de haas
7. Plons en de zonnebloem
8. Plons en de spreeuwen
9. Plons bouwt een huis
10. Plons en de bloem
11. Plons en de verjaardag
12. Plons en het kanarievogeltje
13. Plons en de olifant
14. Plons en de speelgoedauto
15. Plons en de vlinder
16. Plons en de vreemde eend
17. Plons en de paardenmolen
18. Plons en de zee
19. Plons wil schilder worden
20. Plons en het spinnenweb
21. Plons en de krekel
22. Plons en de zwarte eend
23. Plons en de glimwormpjes
24. Plons en de schat
25. Plons en de watertor
26. Plons en de uil
27. Plons en de poesjes
28. Plons en de schildpad
29. Plons en de blauwe vogel
30. Plons en de koekoek
31. Plons en de egel
32. Plons en de papegaai
33. Plons en de bijen
34. Plons en de vijver
35. Plons en de grammofoon
36. Plons en de vallende ster
37. Plons en het weerhuisje
38. Plons en de goudvis
39. Plons en de zilverden
40. Plons en de wielerwedstrijd

Reeks 2 (1987-1991)
1. Plons en Annabel
2. Plons en de snoepjes
3. Plons en de zigeuners
4. Plons en de merel
5. Plons en de teddybeer
6. Plons en het hertejong
7. Plons en de sneeuwman
8. Plons en de vogeltjes
9. Plons en de auto
10. Plons wordt wielrenner
11. Plons en de kegelbaan
12. Plons en de boottocht
13. Plons en de vossen
14. Plons en de stoomtrein
15. Plons en de familie Ajuin
16. Plons en maffe Jan
17. Plons en de telefoon
18. Plons en de waterrat
19. Plons en de stoomwals
20. Plons en Holle Bolle Gijs
21. Plons en de bloem
22. Plons en de zak van Sinterklaas
23. Plons en de mistman

Alle afleveringen van reeks 1 zijn op 19 april 2011 op dubbel-dvd verschenen.